# Pseudosuberites montiniger
Pseudosuberites montiniger är en svampdjursart som först beskrevs av Carter 1880.  Pseudosuberites montiniger ingår i släktet Pseudosuberites och familjen Suberitidae. Inga underarter finns listade i Catalogue of Life.